# Emilio Lunghi
Emilio Lunghi, född 16 mars 1887 i Genua, död 27 september 1925 i Genua, var en italiensk friidrottare.
Lunghi blev olympisk silvermedaljör på 800 meter vid sommarspelen 1908 i London.